# Bulbophyllum cerebellum
Bulbophyllum cerebellum là một loài phong lan thuộc chi Bulbophyllum.